# Ислам в Беларуси

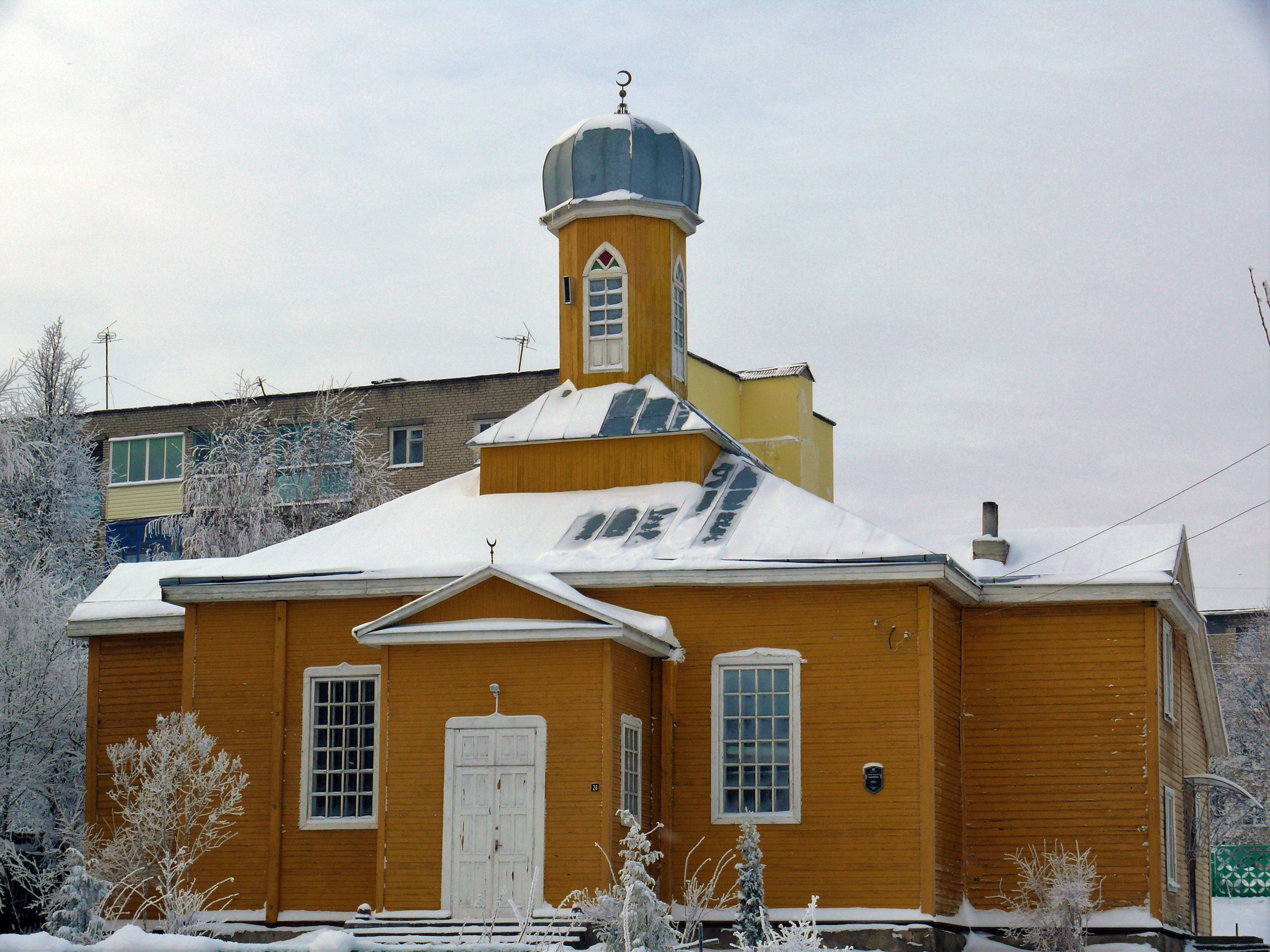
Мечеть в Новогрудке

Ислам в Беларуси был изначально привнесён татарами-липками в XIV—XVI веках, в настоящее время мусульманская община страны также включает мусульманских иммигрантов. При проведении переписи населения 2009 года респондентам вопрос об отношении к религии не задавался, однако численность этносов, для которых традиционной религией является ислам, составляла около 30 тыс. человек.

## История

Флаг белорусских татар-мусульман

Период первоначального распространения ислама на территории современной Беларуси приходится на XIV—XVI столетия, что было связано с тем, что несколько князей Великого княжества Литовского, пригласили татар-мусульман из Крыма и Золотой Орды для несения службы по охране государственных границ. Уже в XIV столетии татары переходили к более «оседлым» занятиям. К концу XVI столетия более 100 тысяч татар поселились на территории современных Беларуси и Литвы и северо-востока Польши, в их число входили как наёмные охранники, так и добровольные иммигранты, а также и военнопленные татары. Из этих татар сложилась этно-территориальная группа польско-литовские татары. Исследования, проведенные Зайончковским и Дубинским, показали наличие в культуре мусульман ВКЛ двух значительных слоев – более древнего, восточнотюркского (староуйгурского), и более позднего, южнотюркского (османскотурецкого). Иначе говоря, первоначально (в XIV-XV веках) на мусульманскую культуру Белоруссии оказали культурное воздействие Средняя Азия и Золотая Орда, а позднее (в XVI-XVII веках) – Османская империя.
Анализ законодательных документов XVI в. свидетельствует, что право ВКЛ предусматривало ряд ограничений для татарского населения. Так, татары, которые исповедовали ислам, не могли занимать высшие государственные должности. Высокого положения достигали представители только тех родов, которые переходили в христианство. Именно этим объясняется отсутствие среди магнатов ВКЛ феодалов татарского происхождения. Закон запрещал христианкам быть кормилицами татарских детей. Не позволялось христианских детей обращать в ислам и делать обрезание. Серьезные ограничения существовали в судебном деле. Статут ВКЛ 1588 г. запрещал принимать в суде свидетельства мусульман. Обычно в качестве свидетелей на суд приглашались люди христианской веры. Правда, Статут 1588 г. признавал за татарами, имевшими привилегии на шляхетские вольности, право свидетельствовать в суде наравне с остальной шляхтой. Татарская аристократия была недовольна ограничениями в правах и неоднократно выражала королю свой протест.
В результате этого появился Привилей от 25 сентября 1561 г., по которому Сигизмунд II Август уравнял права военнослужащих татар в суде с правами христианской шляхты.
После начала жесткого противостояния с Москвой резко сократилась и численность мусульманского населения, и количество мечетей. Так, например, только в результате войны 1654-1667 годов московскими и шведскими войсками и их союзниками было уничтожено более половины всего населения ВКЛ. Количество мусульманского населения Белоруссии сократилось еще больше, по мнению польского исследователя Дзядулевича, – вчетверо (в силу своей «милитаристской» профессиональной специализации они гибли первыми). В начале и середине XIX века часть татар переселилась в Османскую империю из-за слухов о насильственном крещении.
Татары исповедуют ислам суннитского толка, ханафитского мазхаба. Межэтнические браки с белорусами, поляками, литовцами, и русскими обычны, но не привели к полной ассимиляции татар.
Происходя из различных этнических групп, татары утратили свой родной язык и перешли, главным образом, на белорусский, польский и русский. Однако в религиозной практике применяется арабский язык. В 1858 году для татар западных губерний был издан перевод Корана на польский язык, наиболее распространённый на тот момент у татар белорусских губерний, а в 1907 году, по их же просьбе, — перевод на русский язык.

### XX век
В период Гражданской войны мусульмане прятали евреев от погромов. Известно, что узденский мулла 12 июля 1920 года прятал в своём погребе евреев от поляков. В тот день поляки нашли у узденского муллы еврея Р. С. Маршака, который спасся, выдав себя за татарина (причём жители дома муллы это подтвердили).
В Белорусской ССР активные верующие мусульмане подвергались репрессиям. В 1935 году началось закрытие и разрушение некоторых мечетей. Узденский мулла с семьёй выслан на север СССР, смиловичские мулла и муэдзин расстреляны. Минская мечеть, закрытая в 1936 году и приспособленная под продуктовую базу, вновь начала работу в 1942 году, в условиях немецкой оккупации.
Многие татары, включая мулл (имамов), выехали из БССР в Польшу в 1944—1946 годах, что осложнило регистрацию религиозных общин в аппарате уполномоченного Совета по делам религиозных культов при Совете Министров СССР по БССР. Община в Ивье (Муравщизне) стала крупнейшей из зарегистрированных. В 1950-е годы в Ивье продолжались жертвоприношения на Курбан-байрам, а местные жители не работали по пятницам, но вырабатывали обязательный минимум трудодней в колхозе. После роспуска клецкой общины в 1960 году в БССР осталась только одна зарегистрированная община мусульман в Муравщизне, хотя в других населённых пунктах татары продолжали отмечать праздники в частном порядке в домах и на мизарах (кладбищах).

## Современная ситуация
В 1994 году состоялся первый всебелорусский конгресс мусульман. В результате было основано мусульманское религиозное сообщество Республики Беларусь, которое до 2005 года возглавлял доктор Исмаил Александрович (род. в 1929 г.), а с 2005 года — Абу Бекир Шабанович (род. в 1939 г.).
В 1997 было 23 исламские общины, включая 19 в западных областях Беларуси.
В 2007 году в Беларуси было зарегистрировано 30 мусульманских религиозных организаций.
На 2016 год в стране действовали 25 мусульманских религиозных общин, в том числе 24 суннитских и 1 шиитская. Действовали 7 мечетей, 1 Соборная мечеть в Минске.

## Мечети

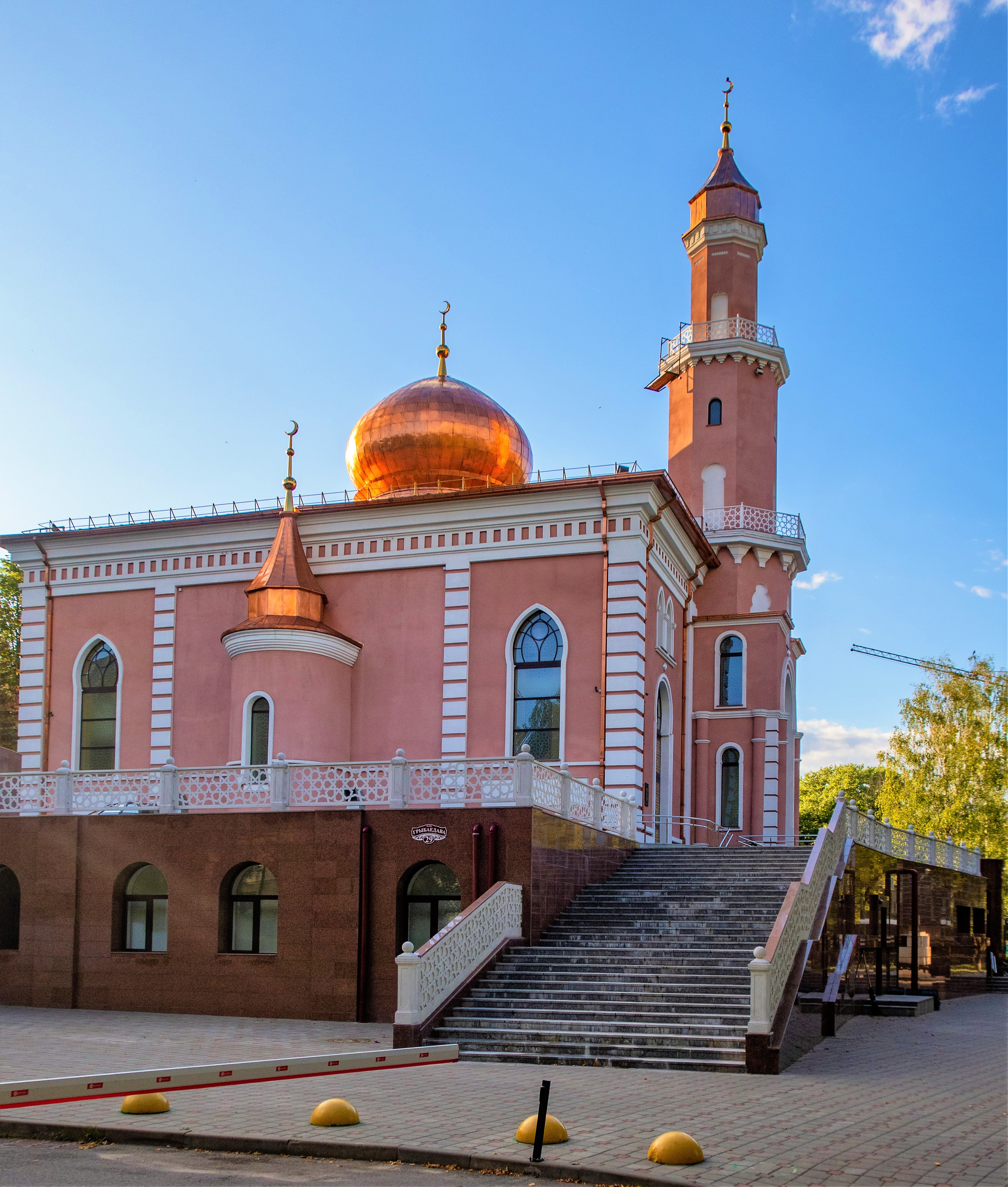
Новая мечеть в Минске.

Первые мечети появились на территории Беларуси в течение XIV—XV столетий. К 1946 году на территории БССР осталось 13 мечетей, ещё 3 мечети уничтожены в годы Великой Отечественной войны. В 1994 была открыта мечеть в Слониме, а в 1996 — в Смиловичах. В июле 1997 в память о 600-й годовщине появления татар в Беларуси, состоялась церемония открытия мечети в Новогрудке. В 19-м столетии была построена мечеть в городе Ивье, которая считается памятником белорусской деревянной архитектуры. Сегодня в Беларуси имеется 5 действующих мечетей. К середине 2002 года в Беларуси было 27 мусульманских сообществ.
Согласно данным Канапацкого, Исламская Ассоциация прикладывала усилия к завершению строительства мечети в Минске (при поддержке Управления религиозными делами Турецкой Республики), а также к ремонту мечети в Смиловичах и мусульманских кладбищ по всей стране. Кроме Смиловичей и Минска, также есть мечети в Гомеле Гомельской области; Ивье, Слониме, и Новогрудке Гродненской области; в Клецке Минской области; и в Видзах Витебской области. Мечеть XVIII века, возведённая в д. Довбучки Сморгонского района, разобрана и находится на хранении в Белорусском государственном музее народной архитектуры и быта.
Соборная мечеть в Минске была открыта 11 ноября 2016 года. Соборная мечеть в белорусской столице была и раньше. Она находилась на месте гостиницы «Юбилейная». В 1949 году минскую мечеть отобрали в пользу ДОСФЛОТа, а в ноябре 163 человека написали письмо И. В. Сталину с просьбой о возвращении мечети верующим. В годы воинствующего атеизма в 1962 году мечеть была разрушена.

## Исламизм в Беларуси
Мусульманская общность Беларуси с начала 90-х гг. ХХ в. стала ареной пропаганды различных направлений ислама, не являющихся традиционными для Беларуси. Анализ современной мусульманской литературы, распространенной в Беларуси, позволяет сделать вывод, что часть материалов была источникам, имеющим радикальную направленность.
В Беларуси появились проповедники из арабских стран. В частности, ваххабиты, убеждающие молодежь в их исповедовании «неправильного ислама»: плохо читают Коран, молятся не в соответствии с религиозными канонами, допускают много ошибок. Так появилась группа радикально настроенных, в основном молодых, мусульман, которая хотя и не была многочисленной, но вызывала все больше раздражения у представителей старшего поколения. Отколовшиеся мусульмане даже хотели создать в Беларуси свое молодежное движение. А потом во взаимоотношения внутри мусульманского сообщества вмешалось государство: проповедников депортировали из Беларуси, а радикально настроенную молодежь «разогнали и успокоили».

Флаг организации Хизб ут-Тахрир аль-Ислами

Самый крупный информационный случай радикализации ислама связан с сообщением КГБ Республики Беларуси в конце 2014 г. о задержании группы салафитов, которая «сформировалась под влиянием религиозно-экстремистской организации "Хизб ут-Тахрир"». Среди задержанных – 8 иностранных граждан и 12 белорусов. Правоохранительные органы не стали ждать, пока мусульмане совершат конкретные правонарушения или преступления: иностранцев депортировали из страны, к гражданам Беларуси «применили лояльные меры профилактического характера». По информации КГБ, салафиты должны были проводить незаконную миссионерскую деятельность на территории Минской, Гродненской и Могилевской областей. При этом группу людей, представляющих какую-либо экстремистскую религиозную организацию, в Беларуси выявили впервые. Раньше задерживали «отдельных лиц, которые, как правило, следовали через территорию Беларуси транзитом». Однако журналисты отмечают, что в КГБ вопросом радикальных исламистов занимается целое подразделение, которое «закрывает вопросы по всей республике». Cпециалисты-религиоведы, имеющие отношение к экспертизам новых религиозных движений в нашей стране, выразили мнение, что «это не первый и не последний случай в Беларуси».
Как сообщал Министр внутренних дел Беларуси И. А. Шуневич в 2016 г., милиции было известно о 10 боевиках «Исламского государства», которые имеют или имели белорусское гражданство. Но наиболее известна личность 33-летнего Дениса Васильева, по гибшего в боях на сирийско-иракской границе в конце ноября 2015 г. Курдский ресурс пишет, что в 2014 году он участвовал в резне курдских езидов в Синджаре.
Вероятно, наиболее известным на сегодняшний день белорусом-мусульманином является Даниил Ляшук по прозвищу Моджахед — бывший боец подразделения «Торнадо», воевавшего в Донбассе против ополчения Новороссии. В сентябре 2015 года Моджахед был задержан украинскими правоохранительными органами по подозрению в совершении пыток и гомосексуальных изнасилований жителей Луганской области. Как заявил главный военный прокурор Украины Анатолий Матиос, Ляшук «исповедует ценности экстремистской организации „Исламское государство“»
В мае 2016 года в Москве был задержан 24-летний Иван Сопов (известный в виртуальном пространстве как Генрих Литвин) — администратор групп «Исторические и политические споры» и «Балто-Черноморский союз» в социальной сети «ВКонтакте». Сопов родился в Смоленской области и до недавнего времени позиционировал себя в качестве белорусского националиста. По предварительным данным, несколько месяцев перед этим Сопов принял ислам, отрастил ваххабитскую бородку и стал вынашивать план поездки в Сирию для участия в боевых действиях на стороне «Исламского государства».
Принявший ислам член сборной Белоруссии по смешанным единоборствам Эдуард (Расул) Муравицкий в одном из своих интервью заявил: 
«Я заметил — всё больше этнических белорусов принимают ислам. Конечно, у каждого свои мотивы, но мне кажется, есть один общий фактор: люди нуждаются в поддержке, единстве. И ислам это даёт. Вот пример: обычный „гоп-стоп“ на улице — кто-то „зацепил“ белоруса. И как поступят прохожие? Не будем себя обманывать — большинство сделает вид, что ничего не случилось и ускорит шаг. А ты попробуй зацепить мусульманина, если рядом будут его братья по вере — сразу сбежится народ и отобьёт своего!»